# Wyspy Królowej Elżbiety
     Nunavut
     Terytoria Północno-Zachodnie
     Quebec
     Grenlandia

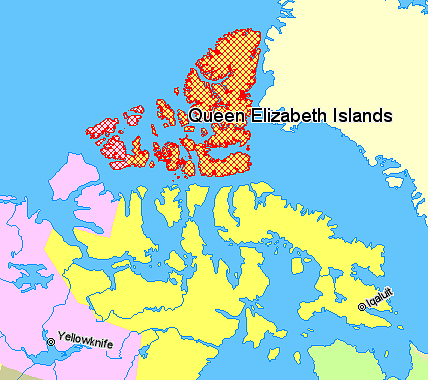
Wyspy Królowej Elżbiety, Archipelag Arktyczny
Nunavut
Terytoria Północno-Zachodnie
Quebec
Grenlandia

Wyspy Królowej Elżbiety – (ang. Queen Elizabeth Islands, fr. Îles de la Reine-Élisabeth); dawniej Wyspy Parry’ego lub Archipelag Parry’ego) – grupa ponad 2100 wysp, stanowiąca północną część Archipelagu Arktycznego, pomiędzy Nunavut i Terytoriami Północno-Zachodnimi Kanady Północnej.
Od grupy południowej oddzielone są ciągiem południkowo ułożonych cieśnin, tworzących Kanał Parry’ego. Począwszy od wschodu są to: Cieśnina Lancastera, Cieśnina Barrowa, Cieśnina Melville’a i Cieśnina McClure’a.
Wyspy o łącznej powierzchni 419 061 km² zostały zaklasyfikowane i nazwane jako grupa po koronacji Elżbiety II na królową Kanady w 1953 r. Większość z nich jest niezamieszkana, stanowią obszar łowiecki Inuitów. Głównym przemysłem jest wydobycie ropy naftowej.
Odkryte przez Europejczyków w 1616 r. podczas prób wytyczenia Przejścia Północno-Zachodniego.
Wyspy te były znane jako Archipelag Parry’ego ponad 130 lat. Nazwa pochodziła od brytyjskiego odkrywcy Sir Williama Parry’ego, który popłynął tam w 1820 r. na pokładzie HMS „Hecla”. Od zmiany nazwy archipelagu w 1953 roku, termin Wyspy Parry’ego nadal jest używany do określenia południowo-zachodniej części (obok Wyspy Ellesmere’a i Wysp Sverdrupa).
Regionalny podział archipelagu jest więc następujący:
- Wyspa Ellesmere’a
- Wyspy Sverdrupa
- Wyspy Parry’ego